# P-06C
docomo STYLE series P-06C（ドコモ スタイル シリーズ ピー ゼロ ろく シー）は、パナソニック モバイルコミュニケーションズによって開発された、NTTドコモの第三世代携帯電話（FOMA）端末であるdocomo STYLE seriesの一つである。

## 概要
NTTドコモから発売される携帯電話としては、最大で12のカラーバリエーションを用意した端末となる。ヒンジと内側のカラーは4色となっている。外側の色に対する、内側色はカラーバリエーションを参照。
また端末ディスプレーには、背景色を366色用意されており、毎日、待受を切り替えるというコンテンツがプリセットされている。
端末のデザインは折りたたみ式となっており、やや角ばった、凹凸や継ぎ目を極力減らしたシンプルなデザインとなっている。Pシリーズの定番機能であるワンプッシュオープンボタンも搭載されている。カメラ部分においても凹凸が少ない。
また防水（IPX5/IPX7）仕様となっており、風呂場でのワンセグの試聴なども行える。
背面のヒンジ部には有機ELの小型のディスプレーが配置されており、これもそれぞれのカラーにあわせた鏡面仕様となっている。
テンキーの下には「I」「II」「III」と記されたマルチワンタッチボタンが用意されており、それぞれのボタンに自分がよく使う機能を割り当てることができる。割り当てられる機能は、よくかける人への電話発信、メール作成、電卓、赤外線受信、アラーム、BookMark、スケジュール、アラーム、メモ、バーコードリーダーなどがある。

### その他機能
VIERAケータイとは名乗らないものの、ワンセグでは毎秒15フレームの映像を最大で毎秒60フレームの映像に変換する機能である「モバイルWスピード」が搭載されており、なめらかな動きのワンセグ映像を試聴することができる。
デコメ絵文字や待ちキャラ、デコメアニメ、待ちうけ画面、メニュー画面、アンテナ、メール送受信画面等にスヌーピーのコンテンツがプリインストールされている。その他デコメ絵文字は2,102種類がプリセットされている他、入力したメールの文章を、かんたんな操作でデコメールに変換する「すぐデコ」機能なども搭載されている。
カメラには、被写体にカメラをむけるだけで自動でシーンを認識する「インテリジェントオート」が搭載されており、状況にあった撮影が可能となる他、光量が少ない室内などで暗く写ってしまった部分を明るく補正する機能が搭載されている。
富士通製の機種などに多く搭載されている「しっかりトーク」や「ゆったりトーク」がプリセットされている。

## カラーバリエーション
色調は大きく分けて3系統の色調で揃えられる。
モノトーン系ホワイト、シルバー、マットブラック、ブラック
ピンク系パールピンク、コーラルピンク、マゼンタ、レッド
ゴールド系ローズゴールド、ゴールド、イエロー、オレンジとなっている。
| 基本系統色   | 背面カラー     | 内側色 | 特記        |
| ------------ | -------------- | ------ | ----------- |
| モノトーン系 | ホワイト       |        |             |
| モノトーン系 | シルバー       |        | 限定5,000台 |
| モノトーン系 | マットブラック |        |             |
| モノトーン系 | ブラック       |        | 限定5,000台 |
| ピンク系     | パールピンク   |        |             |
| ピンク系     | コーラルピンク |        | 限定5,000台 |
| ピンク系     | マゼンタ       |        |             |
| ピンク系     | レッド         |        | 限定5,000台 |
| ゴールド系   | ローズゴールド |        |             |
| ゴールド系   | ゴールド       |        |             |
| ゴールド系   | イエロー       |        | 限定5,000台 |
| ゴールド系   | オレンジ       |        | 限定5,000台 |

## 主な対応サービス
NTTドコモの2011年夏モデルの新サービスである、長時間の動画ストリーミング再生が可能な50メガiモーションや声の宅急便には対応していない。しかし着うたや動画などのコンテンツをまとめてダウンロードできるコンテンツパッケージにも対応している。
| 主な対応サービス                   | 主な対応サービス                                                    | 主な対応サービス                       | 主な対応サービス                                 |
| ---------------------------------- | ------------------------------------------------------------------- | -------------------------------------- | ------------------------------------------------ |
| タッチパネル                       | FOMAハイスピード7.2Mbps(受信)/2Mbps（送信）                         | Bluetooth                              | DCMX／おサイフケータイ                           |
| iアプリオンライン／地図アプリ      | 直感ゲーム／メガiアプリ                                             | iウィジェット                          | マチキャラ／iコンシェル                          |
| ホームU／ポケットU                 | GPS／オートGPS／ケータイお探し／海外GPS                             | デコメール／デコメ絵文字／デコメアニメ | iチャネル                                        |
| 着もじ                             | テレビ電話／キャラ電                                                | ケータイデータお預かりサービス         | フルブラウザ                                     |
| おまかせロック／バイオ認証         | 外部メモリーへiモードコンテンツ移行／ユーザーデータ一括バックアップ | トルカ                                 | iC通信／iCお引越しサービス                       |
| きせかえツール／ダイレクトメニュー | バーコードリーダ／名刺リーダ                                        | 2in1                                   | エリアメール／ソフトウェアーアップデート自動更新 |
| GSM／3Gローミング（WORLD WING）    | 着うたフル／うた・ホーダイ                                          | Music&Videoチャネル／ビデオクリップ    | デジタルオーディオプレーヤー(AAC)(WMA)           |

## プリインストールアプリケーション
| - MUSICアプリ - いつもNAVI［海外］ - 今の為替と株価 - リバーシ - ハイパー四川省 - モバイルGoogleマップ - 地図アプリ - DCMXクレジットアプリ - iD 設定アプリ - ドコモWebメール - マクドナルド トクするアプリ - E★エブリスタアプリ - 楽オク☆アプリ - iCタグリーダー - モバイルSuica登録用iアプリ - iアプリバンキング - Start！ iウィジェット | - iWウォッチ - おサイフケータイ Webプラグイン - i Bodymo - お天気アプリ - かざす請求書 - ドコモ料金案内 - 電子マネー「nanaco」 - ゴールドポイントカード - ビックポイント機能付きケータイ - モバイルAMCアプリ - FOMA通信環境確認アプリ - 恋色デイズ［春樹編］ - ストリートファイターII 体験版 - ロックマン 体験版 - ぐるなび - Gガイド番組表リモコン - iアバターメーカー |

その他にドコモマーケットやP-SQUARE MARKETなどから様々なアプリケーションやコンテンツをダウンロードし、インストールすることが可能となる。

## 歴史
- 2011年4月5日 -米国連邦通信委員会(FCC)通過
- 2011年4月5日 - 技術基準適合証明(TELEC)通過
- 2011年5月16日 - NTTドコモより発表。
- 2011年7月27日 - 12色のうちマットブラック、ブラック、シルバー、ローズゴールド、ゴールド、オレンジの6色の予約開始。
- 2011年7月29日 - 上記6色が発売開始。
- 2011年8月24日 - 残りのホワイト、パールピンク、コーラルピンク、マゼンタ、レッド、イエローの6色の予約開始。
- 2011年8月26日 - 上記残りの6色が発売開始予定。

## 不具合
2012年2月14日に以下の不具合の修正がソフトウェアアップデートによって行われた。
- 携帯電話（本体）で撮影した動画が、正常に再生されない場合がある。